# Шагін (Тегеран)
Футбольний клуб Шагін (Тегеран) або просто Шагін (перс. باشگاه فوتبال شاهین تهران) — іранський футбольний клуб з міста Бушир. У перекладі з перської мови назву клубу можна перекласти як «Сокіл» або «Яструб». З 1973 по 1979 рік клуб мав назву «Шагбаз» (перс. شهباز, трансліт. Shahbāz).

## Історія
ФК «Шагін» було засновано 1942 року вчителем Д-р. Аббасом Ікрамі.
«Шагін» створив футбольний клуб, щоб допомагати молодим людям, під девізом:
|  | перс. اول اخلاق، دوم درس، سوم ورزش По-перше — народність, по-друге — освіта, по-третє — Спорт. Девіз ФК «Шагін» |

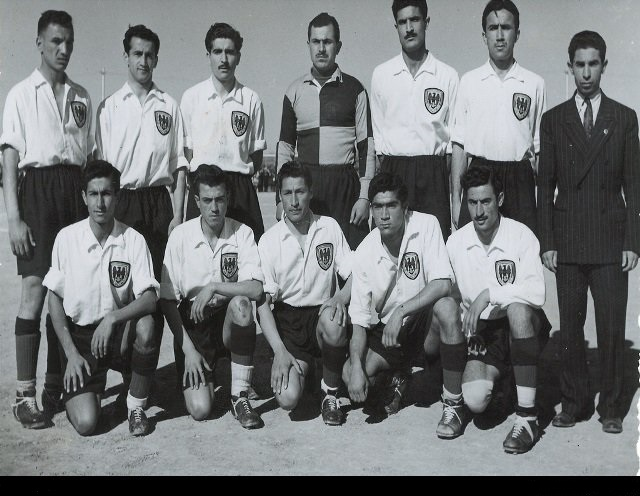
«Шагін» та його засновник Аббас Ікрамі (крайній праворуч).

«Шагін» підготував багато талановитих футболістів, гравців національної збірної. Ці таланти зробили «Шагін» дуже популярним у 1960-их роках, але ця популярність розглядалася як загроза з боку Федерації футболу Ірану та «Кейган Варжеши» (найпопулярніше спортивне видання в Ірані того часу). Конфлікт між ними загострювався й надалі, й 9 липня 1967 року, за два дні після перемоги над «Тегранджаваном» з рахунком 3:0, Спортивна Організація оголосила про розпуск ФК «Шагіна». Після цього відвідуваність чемпіонату різко впала, а ПАС, Рах Ахан та «Огаб» (Тегеран) намагалися підписати гравців «Шагіна», втім більшість гравців клубу опинились у «Персеполісі».
У 1973 році «Шагін» було відновлено, але повернувся він з ім'ям своєї колишньої третьої команди «Шагбаз» і вигравши 1976 року Тегеранську футбольну лігу отримав право брати участь у Кубку Тахт Джамшид, тодішній вищій лізі Ірану. «Шагбаз» лідирував у лізі в сезоні 1978/79 років, який був незавершений через Іранську революцію в 1979 році. Після революції клуб повернувся до своєї історичної назви «Шагін» і протягом 1980-х років двічі ставав віцечемпіоном Тегерану. Втім після появи на початку 1990-х років загальноіранських змагань клуб продовжив виступати у регіональних змаганнях.

## Дочірні клуби
У «Шагіна» було декілька дочірних команд, що також виступали під назвою  ФК «Шагін» в різних містах Ірану. Зокрема «Шагін» (Бушир) (засн. 1942), «Шагін» (Ахваз) (засн. 1948) та «Шагін Ісфахан» (засн. 1953). У 1967 році через політичні проблеми, які виникли в «Шагіна», інші команди також були змушені припинити свою діяльність. Деяким довелося зникнути на певний період часу, а інші команди були перейменовані та продовжили виступи як самостійні клуби.

## Досягнення
- Тегеранська футбольна ліга
  -  Чемпіон (3): 1951–52, 1958–59, 1965–66
  -  Віцечемпіон (8): 1948–49, 1949–50, 1947–48, 1949–50, 1961–62, 1963–64, 1985–86, 1986–87